# Cyrtandra antuana
Cyrtandra antuana är en tvåhjärtbladig växtart som beskrevs av Brian Laurence Burtt. Cyrtandra antuana ingår i släktet Cyrtandra och familjen Gesneriaceae. Inga underarter finns listade i Catalogue of Life.